# Лакруа, Лео (горнолыжник)
Лео Жан Фернан Лакруа (фр. Léo Jean Fernand Lacroix; род. 26 ноября 1937, Буа-д’Амон) — французский горнолыжник, выступавший в слаломе, гигантском слаломе и скоростном спуске. Представлял сборную Франции по горнолыжному спорту на всём протяжении 1960-х годов, серебряный призёр зимних Олимпийских игр в Инсбруке, трижды серебряный призёр чемпионатов мира, обладатель двух серебряных и одной бронзовой медалей этапов Кубка мира, четырёхкратный чемпион французского национального первенства.

## Биография
Лео Лакруа родился 26 ноября 1937 года в коммуне Буа-д’Амон департамента Юра, Франция. Проходил подготовку в спортивных клубах SC des Douanen и CR Savoie, изначально специализировался на техничных дисциплинах, но позже в достаточной степени освоил и скоростной спуск.
Впервые заявил о себе в 1955 году, выиграв французское национальное первенство в слаломе. Позже повторил это достижение в 1960 и 1963 годах. В 1963 году, кроме того, одержал победу на чемпионате Франции в программе скоростного спуска, вошёл в основной состав французской национальной сборной.
Благодаря череде удачных выступлений удостоился права защищать честь страны на зимних Олимпийских играх 1964 года в Инсбруке — в гигантском слаломе финишировал одиннадцатым, тогда как в скоростном спуске завоевал серебряную олимпийскую медаль, пропустив вперёд только австрийца Эгона Циммермана. Поскольку здесь также разыгрывалось мировое первенство, дополнительно стал серебряным призёром чемпионата мира.
После инсбрукской Олимпиады Лакруа остался в главной горнолыжной команде Франции и продолжил принимать участие в крупнейших международных соревнованиях. Так, в 1966 году он побывал на чемпионате мира в Портильо, откуда привёз две награды серебряного достоинства, выигранные в скоростном спуске и комбинации — в обоих случаях уступил своему титулованному соотечественнику Жан-Клоду Килли.
С появлением в 1967 году Кубка мира по горнолыжному спорту сразу же стал активным его участником, в частности получил серебро в гигантском слаломе на самом первом этапе в немецком Берхтесгадене. В общей сложности в течение двух сезонов девять раз попадал в десятку сильнейших Кубка мира, в том числе трижды поднимался на пьедестал почёта, взяв два серебра и одну бронзу. Наивысшая позиция в общем зачёте всех дисциплин — четвёртое место.
Находясь в числе лидеров французской национальной сборной, Лео Лакруа благополучно отобрался на домашние Олимпийские игры 1968 года в Гренобле, причём на церемонии открытия ему доверили право торжественно произнести олимпийскую клятву. Однако на сей раз попасть в число призёров он не смог, в программе скоростного спуска закрыл двадцатку сильнейших. Вскоре по окончании этих соревнований принял решение завершить спортивную карьеру.
Впоследствии достаточно успешно занимался предпринимательской деятельностью, владел фабрикой по производству лыж.
За выдающиеся спортивные достижения в 2012 году был произведён в офицеры ордена Почётного легиона.